# Medveja Balka, Ustînivka
Medveja Balka (în ucraineană Медвежа Балка) este un sat în comuna Inhulske din raionul Ustînivka, regiunea Kirovohrad, Ucraina.

## Demografie
Componența lingvistică a localității Medveja Balka
     Ucraineană (98,13%)
     Rusă (1,87%)
Conform recensământului din 2001, majoritatea populației localității Medveja Balka era vorbitoare de ucraineană (98,13%), existând în minoritate și vorbitori de rusă (1,87%).